# Modermælkserstatning
Modermælkserstatning er et produkt, som kan benyttes i stedet for modermælk til ernæring af spædbørn.
Modermælkserstatning findes i pulverform, som blandes op med kogt afkølet vand eller som færdigblandet produkt, der lunes.
Modermælkserstatning er fremstillet på basis af komælk og kan derfor fremprovokere allergi hos børn. Børn, der fået konstateret mælkeallergi, bør have modermælk eller højt hydrolyseret modermælkserstatning.
Sundhedsstyrelsen og WHO anbefaler brugen af modermælk frem for modermælkserstatning, hvis det er muligt.
Der kan dog være mange forskellige faktorer, der umuliggør amning eller udmalkning af modermælk, og der er ikke set væsentlige forskelle i vækst og udvikling mellem børn, der er ammet og børn, der har fået modermælkserstatning.